# Golden Globe-díj a legjobb rendezőnek
A Legjobb rendező kategóriában átadott Golden Globe-díjat az első, 1944-ben megtartott díjátadó óta osztja ki a Hollywood Foreign Press Association (Hollywoodi Külföldi Tudósítók Szövetsége) szervezet, értékelve a mozifilmek rendezőit.
A legtöbb – négy jelölésből négy díjat – Elia Kazan nyerte a kategóriában. Clint Eastwood, Miloš Forman, David Lean, Martin Scorsese, Steven Spielberg és Oliver Stone három-három győzelmet tudhat magáénak. A legtöbb jelölést (tizennégy alkalommal) Steven Spielberg kapta. 
A díj megalapítása óta három nő vehette át a kitüntetést, Barbra Streisand, Chloé Zhao és Jane Campion. Streisand volt az első győztes nő, a 41. Golden Globe-gálán tüntették ki Yentl című rendezéséért. Harminchét évvel később nyert ismét nő, első ázsiai–amerikai származású rendezőnőként Chloé Zhao.

## Győztesek és jelöltek
Az "Év" oszlopban szereplő évszám az értékelt filmek bemutatási évére utal. A zárójelben megadott díjátadót – ahol ezen filmek rendezői közül győztest hirdettek – a következő évben tartották meg.

### 1940-es évek
| Év             | Rendező       | Rendező       | Magyar cím             | Eredeti cím                      | Ref.  |
| -------------- | ------------- | ------------- | ---------------------- | -------------------------------- | ----- |
| 1943 (1. gála) |               | Henry King    | Bernadette             | The Song of Bernadette           | [ 1 ] |
| 1944 (2. gála) |               | Leo McCarey   | A magam útját járom    | Going My Way                     | [ 2 ] |
| 1945 (3. gála) |               | Billy Wilder  | Férfiszenvedély        | The Lost Weekend                 | [ 3 ] |
| 1946 (4. gála) |               | Frank Capra   | Az élet csodaszép      | It's a Wonderful Life            | [ 4 ] |
| 1947 (5. gála) |               | Elia Kazan    | Úri becsületszó        | Gentleman's Agreement            | [ 5 ] |
| 1948 (6. gála) |               | John Huston   | A Sierra Madre kincse  | The Treasure of the Sierra Madre | [ 6 ] |
| 1949 (7. gála) |               | Robert Rossen | A király összes embere | All the King's Men               | [ 7 ] |
| 1949 (7. gála) | William Wyler | Az örökösnő   | The Heiress            |                                  | [ 7 ] |

### 1950-es évek
| Év              | Rendező              | Rendező                   | Magyar cím                        | Eredeti cím                  | Ref.   |
| --------------- | -------------------- | ------------------------- | --------------------------------- | ---------------------------- | ------ |
| 1950 (8. gála)  |                      | Billy Wilder              | Alkony sugárút                    | Sunset Boulevard             | [ 8 ]  |
| 1950 (8. gála)  | George Cukor         | Tegnap született          | Born Yesterday                    |                              | [ 8 ]  |
| 1950 (8. gála)  | John Huston          | Aszfaltdzsungel           | The Asphalt Jungle                |                              | [ 8 ]  |
| 1950 (8. gála)  | Joseph L. Mankiewicz | Mindent Éváról            | All About Eve                     |                              | [ 8 ]  |
| 1951 (9. gála)  |                      | Benedek László            | Az ügynök halála                  | Death of a Salesman          | [ 9 ]  |
| 1951 (9. gála)  | Vincente Minnelli    | Egy amerikai Párizsban    | An American in Paris              |                              | [ 9 ]  |
| 1951 (9. gála)  | George Stevens       | Egy hely a nap alatt      | A Place in the Sun                |                              | [ 9 ]  |
| 1952 (10. gála) |                      | Cecil B. DeMille          | A földkerekség legnagyobb show-ja | The Greatest Show on Earth   | [ 10 ] |
| 1952 (10. gála) | Richard Fleischer    |                           | The Happy Time                    |                              | [ 10 ] |
| 1952 (10. gála) | John Ford            | A nyugodt férfi           | The Quiet Man                     |                              | [ 10 ] |
| 1953 (11. gála) |                      | Fred Zinnemann            | Most és mindörökké                | From Here to Eternity        | [ 11 ] |
| 1954 (12. gála) |                      | Elia Kazan                | A rakparton                       | On the Waterfront            | [ 12 ] |
| 1955 (13. gála) |                      | Joshua Logan              | Piknik                            | Picnic                       | [ 13 ] |
| 1956 (14. gála) |                      | Elia Kazan                | Babuci                            | Baby Doll                    | [ 14 ] |
| 1956 (14. gála) | Michael Anderson     | 80 nap alatt a Föld körül | Around the World in 80 Days       |                              | [ 14 ] |
| 1956 (14. gála) | Vincente Minnelli    | A nap szerelmese          | Lust for Life                     |                              | [ 14 ] |
| 1956 (14. gála) | George Stevens       | Óriás                     | Giant                             |                              | [ 14 ] |
| 1956 (14. gála) | King Vidor           | Háború és béke            | War and Peace                     |                              | [ 14 ] |
| 1957 (15. gála) |                      | David Lean                | Híd a Kwai folyón                 | The Bridge on the River Kwai | [ 15 ] |
| 1957 (15. gála) | Joshua Logan         | Szajonara                 | Sayonara                          |                              | [ 15 ] |
| 1957 (15. gála) | Sidney Lumet         | Tizenkét dühös ember      | 12 Angry Men                      |                              | [ 15 ] |
| 1957 (15. gála) | Billy Wilder         | A vád tanúja              | Witness for the Prosecution       |                              | [ 15 ] |
| 1957 (15. gála) | Fred Zinnemann       |                           | A Hatful of Rain                  |                              | [ 15 ] |
| 1958 (16. gála) |                      | Vincente Minnelli         | Gigi                              | Gigi                         | [ 16 ] |
| 1958 (16. gála) | Richard Brooks       | Macska a forró bádogtetőn | Cat on a Hot Tin Roof             |                              | [ 16 ] |
| 1958 (16. gála) | Stanley Kramer       | A megbilincseltek         | The Defiant Ones                  |                              | [ 16 ] |
| 1958 (16. gála) | Delbert Mann         | Külön asztalok            | Separate Tables                   |                              | [ 16 ] |
| 1958 (16. gála) | Robert Wise          | Élni akarok!              | I Want to Live!                   |                              | [ 16 ] |
| 1959 (17. gála) |                      | William Wyler             | Ben-Hur                           | Ben-Hur                      | [ 17 ] |
| 1959 (17. gála) | Stanley Kramer       | Az utolsó part            | On the Beach                      |                              | [ 17 ] |
| 1959 (17. gála) | Otto Preminger       | Egy gyilkosság anatómiája | Anatomy of a Murder               |                              | [ 17 ] |
| 1959 (17. gála) | George Stevens       | Anna Frank naplója        | The Diary of Anne Frank           |                              | [ 17 ] |
| 1959 (17. gála) | Fred Zinnemann       | Egy apáca története       | The Nun's Story                   |                              | [ 17 ] |

### 1960-as évek
| Év              | Rendező                       | Rendező                         | Magyar cím                            | Eredeti cím               | Ref.   |
| --------------- | ----------------------------- | ------------------------------- | ------------------------------------- | ------------------------- | ------ |
| 1960 (18. gála) |                               | Jack Cardiff                    | Fiúk és szeretők                      | Sons and Lovers           | [ 18 ] |
| 1960 (18. gála) | Richard Brooks                | Elmer Gantry                    | Elmer Gantry                          |                           | [ 18 ] |
| 1960 (18. gála) | Stanley Kubrick               | Spartacus                       | Spartacus                             |                           | [ 18 ] |
| 1960 (18. gála) | Billy Wilder                  | Legénylakás                     | The Apartment                         |                           | [ 18 ] |
| 1960 (18. gála) | Fred Zinnemann                | Csavargók                       | The Sundowners                        |                           | [ 18 ] |
| 1961 (19. gála) |                               | Stanley Kramer                  | Ítélet Nürnbergben                    | Judgment at Nuremberg     | [ 19 ] |
| 1961 (19. gála) | Anthony Mann                  | El Cid                          | El Cid                                |                           | [ 19 ] |
| 1961 (19. gála) | Jerome Robbins és Robert Wise | West Side Story                 | West Side Story                       |                           | [ 19 ] |
| 1961 (19. gála) | J. Lee Thompson               | Navarone ágyúi                  | The Guns of Navarone                  |                           | [ 19 ] |
| 1961 (19. gála) | William Wyler                 | A gyerekek órája                | The Children's Hour                   |                           | [ 19 ] |
| 1962 (20. gála) |                               | David Lean                      | Arábiai Lawrence                      | Lawrence of Arabia        | [ 20 ] |
| 1962 (20. gála) | George Cukor                  |                                 | The Chapman Report                    |                           | [ 20 ] |
| 1962 (20. gála) | Morton DaCosta                | A muzsikus                      | The Music Man                         |                           | [ 20 ] |
| 1962 (20. gála) | Blake Edwards                 | Míg tart a bor és friss a rózsa | Days of Wine and Roses                |                           | [ 20 ] |
| 1962 (20. gála) | John Frankenheimer            | A mandzsúriai jelölt            | The Manchurian Candidate              |                           | [ 20 ] |
| 1962 (20. gála) | John Huston                   | Freud: a titkos szenvedély      | Freud: The Secret Passion             |                           | [ 20 ] |
| 1962 (20. gála) | Stanley Kubrick               | Lolita                          | Lolita                                |                           | [ 20 ] |
| 1962 (20. gála) | Mervyn LeRoy                  |                                 | Gypsy                                 |                           | [ 20 ] |
| 1962 (20. gála) | Robert Mulligan               | Ne bántsátok a feketerigót!     | To Kill a Mockingbird                 |                           | [ 20 ] |
| 1962 (20. gála) | Martin Ritt                   |                                 | Hemingway's Adventures of a Young Man |                           | [ 20 ] |
| 1962 (20. gála) | Ismael Rodríguez              |                                 | Los hermanos Del Hierro               |                           | [ 20 ] |
| 1963 (21. gála) |                               | Elia Kazan                      | Amerika, Amerika                      | America America           | [ 21 ] |
| 1963 (21. gála) | Hall Bartlett                 |                                 | The Caretakers                        |                           | [ 21 ] |
| 1963 (21. gála) | George Englund                | A csúnya amerikai               | The Ugly American                     |                           | [ 21 ] |
| 1963 (21. gála) | Joseph L. Mankiewicz          | Kleopátra                       | Cleopatra                             |                           | [ 21 ] |
| 1963 (21. gála) | Otto Preminger                | A kardinális                    | The Cardinal                          |                           | [ 21 ] |
| 1963 (21. gála) | Tony Richardson               | Tom Jones                       | Tom Jones                             |                           | [ 21 ] |
| 1963 (21. gála) | Martin Ritt                   | Hud                             | Hud                                   |                           | [ 21 ] |
| 1963 (21. gála) | Robert Wise                   | A ház hideg szíve               | The Haunting                          |                           | [ 21 ] |
| 1964 (22. gála) |                               | George Cukor                    | My Fair Lady                          | My Fair Lady              | [ 22 ] |
| 1964 (22. gála) | John Frankenheimer            | Hét májusi nap                  | Seven Days in May                     |                           | [ 22 ] |
| 1964 (22. gála) | Peter Glenville               | Becket                          | Becket                                |                           | [ 22 ] |
| 1964 (22. gála) | John Huston                   | Az iguána éjszakája             | The Night of the Iguana               |                           | [ 22 ] |
| 1964 (22. gála) | Mihálisz Kakojánisz           | Zorba, a görög                  | Zorba the Greek                       |                           | [ 22 ] |
| 1965 (23. gála) |                               | David Lean                      | Doktor Zsivágó                        | Doctor Zhivago            | [ 23 ] |
| 1965 (23. gála) | Guy Green                     | Fekete-fehér                    | A Patch of Blue                       |                           | [ 23 ] |
| 1965 (23. gála) | John Schlesinger              | Darling                         | Darling                               |                           | [ 23 ] |
| 1965 (23. gála) | Robert Wise                   | A muzsika hangja                | The Sound of Music                    |                           | [ 23 ] |
| 1965 (23. gála) | William Wyler                 | A lepkegyűjtő                   | The Collector                         |                           | [ 23 ] |
| 1966 (24. gála) |                               | Fred Zinnemann                  | Egy ember az örökkévalóságnak         | A Man for All Seasons     | [ 24 ] |
| 1966 (24. gála) | Lewis Gilbert                 | Alfie – Szívtelen szívtipró     | Alfie                                 |                           | [ 24 ] |
| 1966 (24. gála) | Claude Lelouch                | Egy férfi és egy nő             | A Man and a Woman                     |                           | [ 24 ] |
| 1966 (24. gála) | Mike Nichols                  | Nem félünk a farkastól          | Who's Afraid of Virginia Woolf?       |                           | [ 24 ] |
| 1966 (24. gála) | Robert Wise                   | Homokkavicsok                   | The Sand Pebbles                      |                           | [ 24 ] |
| 1967 (25. gála) |                               | Mike Nichols                    | Diploma előtt                         | The Graduate              | [ 25 ] |
| 1967 (25. gála) | Norman Jewison                | Forró éjszakában                | In the Heat of the Night              |                           | [ 25 ] |
| 1967 (25. gála) | Stanley Kramer                | Találd ki, ki jön vacsorára!    | Guess Who's Coming to Dinner          |                           | [ 25 ] |
| 1967 (25. gála) | Arthur Penn                   | Bonnie és Clyde                 | Bonnie and Clyde                      |                           | [ 25 ] |
| 1967 (25. gála) | Mark Rydell                   | A róka                          | The Fox                               |                           | [ 25 ] |
| 1968 (26. gála) |                               | Paul Newman                     | Rachel, Rachel                        | Rachel, Rachel            | [ 26 ] |
| 1968 (26. gála) | Anthony Harvey                | Az oroszlán télen               | The Lion in Winter                    |                           | [ 26 ] |
| 1968 (26. gála) | Carol Reed                    | Olivér                          | Oliver!                               |                           | [ 26 ] |
| 1968 (26. gála) | William Wyler                 | Funny Girl                      | Funny Girl                            |                           | [ 26 ] |
| 1968 (26. gála) | Franco Zeffirelli             | Rómeó és Júlia                  | Romeo and Juliet                      |                           | [ 26 ] |
| 1969 (27. gála) |                               | Charles Jarrott                 | Anna ezer napja                       | Anne of the Thousand Days | [ 27 ] |
| 1969 (27. gála) | Gene Kelly                    | Hello, Dolly!                   | Hello, Dolly!                         |                           | [ 27 ] |
| 1969 (27. gála) | Stanley Kramer                | Santa Vittoria titka            | The Secret of Santa Vittoria          |                           | [ 27 ] |
| 1969 (27. gála) | Sydney Pollack                | A lovakat lelövik, ugye?        | They Shoot Horses, Don't They?        |                           | [ 27 ] |
| 1969 (27. gála) | John Schlesinger              | Éjféli cowboy                   | Midnight Cowboy                       |                           | [ 27 ] |

### 1970-es évek
| Év              | Rendező               | Rendező                            | Magyar cím                         | Eredeti cím                     | Ref.   |
| --------------- | --------------------- | ---------------------------------- | ---------------------------------- | ------------------------------- | ------ |
| 1970 (28. gála) |                       | Arthur Hiller                      | Love Story                         | Love Story                      | [ 28 ] |
| 1970 (28. gála) | Robert Altman         | MASH                               | M*A*S*H                            |                                 | [ 28 ] |
| 1970 (28. gála) | Bob Rafelson          | Öt könnyű darab                    | Five Easy Pieces                   |                                 | [ 28 ] |
| 1970 (28. gála) | Ken Russell           | Szerelmes asszonyok                | Women in Love                      |                                 | [ 28 ] |
| 1970 (28. gála) | Franklin J. Schaffner | A tábornok                         | Patton                             |                                 | [ 28 ] |
| 1971 (29. gála) |                       | William Friedkin                   | Francia kapcsolat                  | The French Connection           | [ 29 ] |
| 1971 (29. gála) | Peter Bogdanovich     | Az utolsó mozielőadás              | The Last Picture Show              |                                 | [ 29 ] |
| 1971 (29. gála) | Norman Jewison        | Hegedűs a háztetőn                 | Fiddler on the Roof                |                                 | [ 29 ] |
| 1971 (29. gála) | Stanley Kubrick       | Mechanikus narancs                 | A Clockwork Orange                 |                                 | [ 29 ] |
| 1971 (29. gála) | Robert Mulligan       | Kamaszkorom legszebb nyara         | Summer of ’42                      |                                 | [ 29 ] |
| 1972 (30. gála) |                       | Francis Ford Coppola               | A Keresztapa                       | The Godfather                   | [ 30 ] |
| 1972 (30. gála) | John Boorman          | Gyilkos túra                       | Deliverance                        |                                 | [ 30 ] |
| 1972 (30. gála) | Bob Fosse             | Kabaré                             | Cabaret                            |                                 | [ 30 ] |
| 1972 (30. gála) | Alfred Hitchcock      | Téboly                             | Frenzy                             |                                 | [ 30 ] |
| 1972 (30. gála) | Billy Wilder          | Avanti!                            | Avanti!                            |                                 | [ 30 ] |
| 1973 (31. gála) |                       | William Friedkin                   | Az ördögűző                        | The Exorcist                    | [ 31 ] |
| 1973 (31. gála) | Bernardo Bertolucci   | Utolsó tangó Párizsban             | Last Tango in Paris                |                                 | [ 31 ] |
| 1973 (31. gála) | Peter Bogdanovich     | Papírhold                          | Paper Moon                         |                                 | [ 31 ] |
| 1973 (31. gála) | George Lucas          | American Graffiti                  | American Graffiti                  |                                 | [ 31 ] |
| 1973 (31. gála) | Fred Zinnemann        | A Sakál napja                      | The Day of the Jackal              |                                 | [ 31 ] |
| 1974 (32. gála) |                       | Roman Polański                     | Kínai negyed                       | Chinatown                       | [ 32 ] |
| 1974 (32. gála) | John Cassavetes       | Egy hatás alatt álló nő            | A Woman Under the Influence        |                                 | [ 32 ] |
| 1974 (32. gála) | Francis Ford Coppola  | A Keresztapa III.                  | The Godfather Part II              |                                 | [ 32 ] |
| 1974 (32. gála) | Francis Ford Coppola  | Magánbeszélgetés                   | The Conversation                   |                                 | [ 32 ] |
| 1974 (32. gála) | Bob Fosse             | Lenny                              | Lenny                              |                                 | [ 32 ] |
| 1975 (33. gála) |                       | Miloš Forman                       | Száll a kakukk fészkére            | One Flew Over the Cuckoo's Nest | [ 33 ] |
| 1975 (33. gála) | Robert Altman         | Nashville                          | Nashville                          |                                 | [ 33 ] |
| 1975 (33. gála) | Stanley Kubrick       | Barry Lyndon                       | Barry Lyndon                       |                                 | [ 33 ] |
| 1975 (33. gála) | Sidney Lumet          | Kánikulai délután                  | Dog Day Afternoon                  |                                 | [ 33 ] |
| 1975 (33. gála) | Steven Spielberg      | A cápa                             | Jaws                               |                                 | [ 33 ] |
| 1976 (34. gála) |                       | Sidney Lumet                       | Hálózat                            | Network                         | [ 34 ] |
| 1976 (34. gála) | Hal Ashby             | Dicsőségre ítélve                  | Bound for Glory                    |                                 | [ 34 ] |
| 1976 (34. gála) | John G. Avildsen      | Rocky                              | Rocky                              |                                 | [ 34 ] |
| 1976 (34. gála) | Alan J. Pakula        | Az elnök emberei                   | All the President's Men            |                                 | [ 34 ] |
| 1976 (34. gála) | John Schlesinger      | Maraton életre-halálra             | Marathon Man                       |                                 | [ 34 ] |
| 1977 (35. gála) |                       | Herbert Ross                       | Fordulópont                        | The Turning Point               | [ 35 ] |
| 1977 (35. gála) | Woody Allen           | Annie Hall                         | Annie Hall                         |                                 | [ 35 ] |
| 1977 (35. gála) | George Lucas          | Star Wars IV. rész – Egy új remény | Star Wars                          |                                 | [ 35 ] |
| 1977 (35. gála) | Steven Spielberg      | Harmadik típusú találkozások       | Close Encounters of the Third Kind |                                 | [ 35 ] |
| 1977 (35. gála) | Fred Zinnemann        | Júlia                              | Julia                              |                                 | [ 35 ] |
| 1978 (36. gála) |                       | Michael Cimino                     | A szarvasvadász                    | The Deer Hunter                 | [ 36 ] |
| 1978 (36. gála) | Woody Allen           | Vívódások                          | Interiors                          |                                 | [ 36 ] |
| 1978 (36. gála) | Hal Ashby             | Hazatérés                          | Coming Home                        |                                 | [ 36 ] |
| 1978 (36. gála) | Terrence Malick       | Mennyei napok                      | Days of Heaven                     |                                 | [ 36 ] |
| 1978 (36. gála) | Paul Mazursky         | Asszony férj nélkül                | An Unmarried Woman                 |                                 | [ 36 ] |
| 1978 (36. gála) | Alan Parker           | Éjféli expressz                    | Midnight Express                   |                                 | [ 36 ] |
| 1979 (37. gála) |                       | Francis Ford Coppola               | Apokalipszis most                  | Apocalypse Now                  | [ 37 ] |
| 1979 (37. gála) | Hal Ashby             | Isten hozta, Mister!               | Being There                        |                                 | [ 37 ] |
| 1979 (37. gála) | Robert Benton         | Kramer kontra Kramer               | Kramer vs. Kramer                  |                                 | [ 37 ] |
| 1979 (37. gála) | James Bridges         | Kína-szindróma                     | The China Syndrome                 |                                 | [ 37 ] |
| 1979 (37. gála) | Peter Yates           | Start két keréken                  | Breaking Away                      |                                 | [ 37 ] |

### 1980-as évek
| Év              | Rendező                 | Rendező                            | Magyar cím                      | Eredeti cím                | Ref.   |
| --------------- | ----------------------- | ---------------------------------- | ------------------------------- | -------------------------- | ------ |
| 1980 (38. gála) |                         | Robert Redford                     | Átlagemberek                    | Ordinary People            | [ 38 ] |
| 1980 (38. gála) | David Lynch             | Az elefántember                    | The Elephant Man                |                            | [ 38 ] |
| 1980 (38. gála) | Roman Polański          | Egy tiszta nő                      | Tess                            |                            | [ 38 ] |
| 1980 (38. gála) | Richard Rush            | A kaszkadőr                        | The Stunt Man                   |                            | [ 38 ] |
| 1980 (38. gála) | Martin Scorsese         | Dühöngő bika                       | Raging Bull                     |                            | [ 38 ] |
| 1981 (39. gála) |                         | Warren Beatty                      | Vörösök                         | Reds                       | [ 39 ] |
| 1981 (39. gála) | Miloš Forman            | Ragtime                            | Ragtime                         |                            | [ 39 ] |
| 1981 (39. gála) | Sidney Lumet            | A város hercege                    | Prince of the City              |                            | [ 39 ] |
| 1981 (39. gála) | Louis Malle             | Atlantic City                      | Atlantic City                   |                            | [ 39 ] |
| 1981 (39. gála) | Mark Rydell             | Az aranytó                         | On Golden Pond                  |                            | [ 39 ] |
| 1981 (39. gála) | Steven Spielberg        | Az elveszett frigyláda fosztogatói | Raiders of the Lost Ark         |                            | [ 39 ] |
| 1982 (40. gála) |                         | Richard Attenborough               | Gandhi                          | Gandhi                     | [ 40 ] |
| 1982 (40. gála) | Constantin Costa-Gavras | Eltűntnek nyilvánítva              | Missing                         |                            | [ 40 ] |
| 1982 (40. gála) | Sidney Lumet            | Az ítélet                          | The Verdict                     |                            | [ 40 ] |
| 1982 (40. gála) | Sydney Pollack          | Aranyoskám                         | Tootsie                         |                            | [ 40 ] |
| 1982 (40. gála) | Steven Spielberg        | E. T., a földönkívüli              | E.T. the Extra-Terrestrial      |                            | [ 40 ] |
| 1983 (41. gála) |                         | Barbra Streisand                   | Yentl                           | Yentl                      | [ 41 ] |
| 1983 (41. gála) | Bruce Beresford         | Az Úr kegyelméből                  | Tender Mercies                  |                            | [ 41 ] |
| 1983 (41. gála) | Ingmar Bergman          | Fanny és Alexander                 | Fanny and Alexander             |                            | [ 41 ] |
| 1983 (41. gála) | James L. Brooks         | Becéző szavak                      | Terms of Endearment             |                            | [ 41 ] |
| 1983 (41. gála) | Mike Nichols            | Silkwood                           | Silkwood                        |                            | [ 41 ] |
| 1983 (41. gála) | Peter Yates             | Az öltöztető                       | The Dresser                     |                            | [ 41 ] |
| 1984 (42. gála) |                         | Miloš Forman                       | Amadeus                         | Amadeus                    | [ 42 ] |
| 1984 (42. gála) | Francis Ford Coppola    | Gengszterek klubja                 | The Cotton Club                 |                            | [ 42 ] |
| 1984 (42. gála) | Roland Joffé            | Gyilkos mezők                      | The Killing Fields              |                            | [ 42 ] |
| 1984 (42. gála) | David Lean              | Út Indiába                         | A Passage to India              |                            | [ 42 ] |
| 1984 (42. gála) | Sergio Leone            | Volt egyszer egy Amerika           | Once Upon a Time in America     |                            | [ 42 ] |
| 1985 (43. gála) |                         | John Huston                        | A Prizzik becsülete             | Prizzi's Honor             | [ 43 ] |
| 1985 (43. gála) | Richard Attenborough    | A tánckar                          | A Chorus Line                   |                            | [ 43 ] |
| 1985 (43. gála) | Sydney Pollack          | Távol Afrikától                    | Out of Africa                   |                            | [ 43 ] |
| 1985 (43. gála) | Steven Spielberg        | Bíborszín                          | The Color Purple                |                            | [ 43 ] |
| 1985 (43. gála) | Peter Weir              | A kis szemtanú                     | Witness                         |                            | [ 43 ] |
| 1986 (44. gála) |                         | Oliver Stone                       | A szakasz                       | Platoon                    | [ 44 ] |
| 1986 (44. gála) | Woody Allen             | Hannah és nővérei                  | Hannah and Her Sisters          |                            | [ 44 ] |
| 1986 (44. gála) | James Ivory             | Szoba kilátással                   | A Room with a View              |                            | [ 44 ] |
| 1986 (44. gála) | Roland Joffé            | A misszió                          | The Mission                     |                            | [ 44 ] |
| 1986 (44. gála) | Rob Reiner              | Állj mellém!                       | Stand by Me                     |                            | [ 44 ] |
| 1987 (45. gála) |                         | Bernardo Bertolucci                | Az utolsó császár               | The Last Emperor           | [ 45 ] |
| 1987 (45. gála) | Richard Attenborough    | Kiálts szabadságot!                | Cry Freedom                     |                            | [ 45 ] |
| 1987 (45. gála) | John Boorman            | Remény és dicsőség                 | Hope and Glory                  |                            | [ 45 ] |
| 1987 (45. gála) | James L. Brooks         | A híradó sztárjai                  | Broadcast News                  |                            | [ 45 ] |
| 1987 (45. gála) | Adrian Lyne             | Végzetes vonzerő                   | Fatal Attraction                |                            | [ 45 ] |
| 1988 (46. gála) |                         | Clint Eastwood                     | Bird – Charlie Parker élete     | Bird                       | [ 46 ] |
| 1988 (46. gála) | Barry Levinson          | Esőember                           | Rain Man                        |                            | [ 46 ] |
| 1988 (46. gála) | Sidney Lumet            | Üresjárat                          | Running on Empty                |                            | [ 46 ] |
| 1988 (46. gála) | Mike Nichols            | Dolgozó lány                       | Working Girl                    |                            | [ 46 ] |
| 1988 (46. gála) | Alan Parker             | Lángoló Mississippi                | Mississippi Burning             |                            | [ 46 ] |
| 1988 (46. gála) | Fred Schepisi           | Sikoly a sötétben                  | Evil Angels / A Cry in the Dark |                            | [ 46 ] |
| 1989 (47. gála) |                         | Oliver Stone                       | Született július 4-én           | Born on the Fourth of July | [ 47 ] |
| 1989 (47. gála) | Spike Lee               | Szemet szemért                     | Do the Right Thing              |                            | [ 47 ] |
| 1989 (47. gála) | Rob Reiner              | Harry és Sally                     | When Harry Met Sally...         |                            | [ 47 ] |
| 1989 (47. gála) | Peter Weir              | Holt költők társasága              | Dead Poets Society              |                            | [ 47 ] |
| 1989 (47. gála) | Edward Zwick            | Az 54. hadtest                     | Glory                           |                            | [ 47 ] |

### 1990-es évek
| Év              | Rendező              | Rendező                  | Magyar cím                | Eredeti cím                | Ref.   |
| --------------- | -------------------- | ------------------------ | ------------------------- | -------------------------- | ------ |
| 1990 (48. gála) |                      | Kevin Costner            | Farkasokkal táncoló       | Dances with Wolves         | [ 48 ] |
| 1990 (48. gála) | Bernardo Bertolucci  | Oltalmazó ég             | The Sheltering Sky        |                            | [ 48 ] |
| 1990 (48. gála) | Francis Ford Coppola | A Keresztapa III.        | The Godfather Part III    |                            | [ 48 ] |
| 1990 (48. gála) | Barbet Schroeder     | A szerencse forgandó     | Reversal of Fortune       |                            | [ 48 ] |
| 1990 (48. gála) | Martin Scorsese      | Nagymenők                | Goodfellas                |                            | [ 48 ] |
| 1991 (49. gála) |                      | Oliver Stone             | JFK – A nyitott dosszié   | JFK                        | [ 49 ] |
| 1991 (49. gála) | Jonathan Demme       | A bárányok hallgatnak    | The Silence of the Lambs  |                            | [ 49 ] |
| 1991 (49. gála) | Terry Gilliam        | A halászkirály legendája | The Fisher King           |                            | [ 49 ] |
| 1991 (49. gála) | Barry Levinson       | Bugsy                    | Bugsy                     |                            | [ 49 ] |
| 1991 (49. gála) | Barbra Streisand     | Hullámok hercege         | The Prince of Tides       |                            | [ 49 ] |
| 1992 (50. gála) |                      | Clint Eastwood           | Nincs bocsánat            | Unforgiven                 | [ 50 ] |
| 1992 (50. gála) | Robert Altman        | A játékos                | The Player                |                            | [ 50 ] |
| 1992 (50. gála) | James Ivory          | Szellem a házban         | Howards End               |                            | [ 50 ] |
| 1992 (50. gála) | Robert Redford       | Folyó szeli ketté        | A River Runs Through It   |                            | [ 50 ] |
| 1992 (50. gála) | Rob Reiner           | Egy becsületbeli ügy     | A Few Good Men            |                            | [ 50 ] |
| 1993 (51. gála) |                      | Steven Spielberg         | Schindler listája         | Schindler's List           | [ 51 ] |
| 1993 (51. gála) | Jane Campion         | Zongoralecke             | The Piano                 |                            | [ 51 ] |
| 1993 (51. gála) | Andrew Davis         | A szökevény              | The Fugitive              |                            | [ 51 ] |
| 1993 (51. gála) | James Ivory          | Napok romjai             | The Remains of the Day    |                            | [ 51 ] |
| 1993 (51. gála) | Martin Scorsese      | Az ártatlanság kora      | The Age of Innocence      |                            | [ 51 ] |
| 1994 (52. gála) |                      | Robert Zemeckis          | Forrest Gump              | Forrest Gump               | [ 52 ] |
| 1994 (52. gála) | Robert Redford       | Kvíz Show                | Quiz Show                 |                            | [ 52 ] |
| 1994 (52. gála) | Oliver Stone         | Született gyilkosok      | Natural Born Killers      |                            | [ 52 ] |
| 1994 (52. gála) | Quentin Tarantino    | Ponyvaregény             | Pulp Fiction              |                            | [ 52 ] |
| 1994 (52. gála) | Edward Zwick         | Szenvedélyek viharában   | Legends of the Fall       |                            | [ 52 ] |
| 1995 (53. gála) |                      | Mel Gibson               | A rettenthetetlen         | Braveheart                 | [ 53 ] |
| 1995 (53. gála) | Mike Figgis          | Las Vegas, végállomás    | Leaving Las Vegas         |                            | [ 53 ] |
| 1995 (53. gála) | Ron Howard           | Apolló 13                | Apollo                    |                            | [ 53 ] |
| 1995 (53. gála) | Ang Lee              | Értelem és érzelem       | Sense and Sensibility     |                            | [ 53 ] |
| 1995 (53. gála) | Rob Reiner           | Szerelem a Fehér Házban  | The American President    |                            | [ 53 ] |
| 1995 (53. gála) | Martin Scorsese      | Casino                   | Casino                    |                            | [ 53 ] |
| 1996 (54. gála) |                      | Miloš Forman             | Larry Flynt, a provokátor | The People vs. Larry Flynt | [ 54 ] |
| 1996 (54. gála) | Joel Coen            | Fargo                    | Fargo                     |                            | [ 54 ] |
| 1996 (54. gála) | Scott Hicks          | Ragyogj!                 | Shine                     |                            | [ 54 ] |
| 1996 (54. gála) | Anthony Minghella    | Az angol beteg           | The English Patient       |                            | [ 54 ] |
| 1996 (54. gála) | Alan Parker          | Evita                    | Evita                     |                            | [ 54 ] |
| 1997 (55. gála) |                      | James Cameron            | Titanic                   | Titanic                    | [ 55 ] |
| 1997 (55. gála) | James L. Brooks      | Lesz ez még így se!      | As Good as It Gets        |                            | [ 55 ] |
| 1997 (55. gála) | Curtis Hanson        | Szigorúan bizalmas       | L.A. Confidential         |                            | [ 55 ] |
| 1997 (55. gála) | Jim Sheridan         | A bunyós                 | The Boxer                 |                            | [ 55 ] |
| 1997 (55. gála) | Steven Spielberg     | Amistad                  | Amistad                   |                            | [ 55 ] |
| 1998 (56. gála) |                      | Steven Spielberg         | Ryan közlegény megmentése | Saving Private Ryan        | [ 56 ] |
| 1998 (56. gála) | Shekhar Kapur        | Elizabeth                | Elizabeth                 |                            | [ 56 ] |
| 1998 (56. gála) | John Madden          | Szerelmes Shakespeare    | Shakespeare in Love       |                            | [ 56 ] |
| 1998 (56. gála) | Robert Redford       | A suttogó                | The Horse Whisperer       |                            | [ 56 ] |
| 1998 (56. gála) | Peter Weir           | Truman Show              | The Truman Show           |                            | [ 56 ] |
| 1999 (57. gála) |                      | Sam Mendes               | Amerikai szépség          | American Beauty            | [ 57 ] |
| 1999 (57. gála) | Norman Jewison       | Hurrikán                 | The Hurricane             |                            | [ 57 ] |
| 1999 (57. gála) | Neil Jordan          | Egy kapcsolat vége       | The End of the Affair     |                            | [ 57 ] |
| 1999 (57. gála) | Michael Mann         | A bennfentes             | The Insider               |                            | [ 57 ] |
| 1999 (57. gála) | Anthony Minghella    | A tehetséges Mr. Ripley  | The Talented Mr. Ripley   |                            | [ 57 ] |

### 2000-es évek
| Év              | Rendező                     | Rendező                                      | Magyar cím                                        | Eredeti cím                                   | Ref.   |
| --------------- | --------------------------- | -------------------------------------------- | ------------------------------------------------- | --------------------------------------------- | ------ |
| 2000 (58. gála) |                             | Ang Lee                                      | Tigris és sárkány                                 | Crouching Tiger, Hidden Dragon                | [ 58 ] |
| 2000 (58. gála) | Ridley Scott                | Gladiátor                                    | Gladiator                                         |                                               | [ 58 ] |
| 2000 (58. gála) | Steven Soderbergh           | Erin Brockovich – Zűrös természet            | Erin Brockovich                                   |                                               | [ 58 ] |
| 2000 (58. gála) | Steven Soderbergh           | Traffic                                      | Traffic                                           |                                               | [ 58 ] |
| 2000 (58. gála) | Szabó István                | A napfény íze                                | Sunshine                                          |                                               | [ 58 ] |
| 2001 (59. gála) |                             | Robert Altman                                | Gosford Park                                      | Gosford Park                                  | [ 59 ] |
| 2001 (59. gála) | Ron Howard                  | Egy csodálatos elme                          | A Beautiful Mind                                  |                                               | [ 59 ] |
| 2001 (59. gála) | Peter Jackson               | A Gyűrűk Ura: A Gyűrű Szövetsége             | The Lord of the Rings: The Fellowship of the Ring |                                               | [ 59 ] |
| 2001 (59. gála) | Baz Luhrmann                | Moulin Rouge!                                | Moulin Rouge!                                     |                                               | [ 59 ] |
| 2001 (59. gála) | David Lynch                 | Mulholland Drive – A sötétség útja           | Mulholland Drive                                  |                                               | [ 59 ] |
| 2001 (59. gála) | Steven Spielberg            | A. I. – Mesterséges értelem                  | A.I. Artificial Intelligence                      |                                               | [ 59 ] |
| 2002 (60. gála) |                             | Martin Scorsese                              | New York bandái                                   | Gangs of New York                             | [ 60 ] |
| 2002 (60. gála) | Stephen Daldry              | Az órák                                      | The Hours                                         |                                               | [ 60 ] |
| 2002 (60. gála) | Peter Jackson               | A Gyűrűk Ura: A két torony                   | The Lord of the Rings: The Two Towers             |                                               | [ 60 ] |
| 2002 (60. gála) | Spike Jonze                 | Adaptáció                                    | Adaptation.                                       |                                               | [ 60 ] |
| 2002 (60. gála) | Rob Marshall                | Chicago                                      | Chicago                                           |                                               | [ 60 ] |
| 2002 (60. gála) | Alexander Payne             | Schmidt története                            | About Schmidt                                     |                                               | [ 60 ] |
| 2003 (61. gála) |                             | Peter Jackson                                | A Gyűrűk Ura: A király visszatér                  | The Lord of the Rings: The Return of the King | [ 61 ] |
| 2003 (61. gála) | Sofia Coppola               | Elveszett jelentés                           | Lost in Translation                               |                                               | [ 61 ] |
| 2003 (61. gála) | Clint Eastwood              | Titokzatos folyó                             | Mystic River                                      |                                               | [ 61 ] |
| 2003 (61. gála) | Anthony Minghella           | Hideghegy                                    | Cold Mountain                                     |                                               | [ 61 ] |
| 2003 (61. gála) | Peter Weir                  | Kapitány és katona: A világ túlsó oldalán    | Master and Commander: The Far Side of the World   |                                               | [ 61 ] |
| 2004 (62. gála) |                             | Clint Eastwood                               | Millió dolláros bébi                              | Million Dollar Baby                           | [ 62 ] |
| 2004 (62. gála) | Marc Forster                | Én, Pán Péter                                | Finding Neverland                                 |                                               | [ 62 ] |
| 2004 (62. gála) | Mike Nichols                | Közelebb                                     | Closer                                            |                                               | [ 62 ] |
| 2004 (62. gála) | Alexander Payne             | Kerülőutak                                   | Sideways                                          |                                               | [ 62 ] |
| 2004 (62. gála) | Martin Scorsese             | Aviátor                                      | The Aviator                                       |                                               | [ 62 ] |
| 2005 (63. gála) |                             | Ang Lee                                      | Brokeback Mountain – Túl a barátságon             | Brokeback Mountain                            | [ 63 ] |
| 2005 (63. gála) | Woody Allen                 | Match Point                                  | Match Point                                       |                                               | [ 63 ] |
| 2005 (63. gála) | George Clooney              | Jó estét, jó szerencsét!                     | Good Night, and Good Luck.                        |                                               | [ 63 ] |
| 2005 (63. gála) | Peter Jackson               | King Kong                                    | King Kong                                         |                                               | [ 63 ] |
| 2005 (63. gála) | Fernando Meirelles          | Az elszánt diplomata                         | The Constant Gardener                             |                                               | [ 63 ] |
| 2005 (63. gála) | Steven Spielberg            | München                                      | Munich                                            |                                               | [ 63 ] |
| 2006 (64. gála) |                             | Martin Scorsese                              | A tégla                                           | The Departed                                  | [ 64 ] |
| 2006 (64. gála) | Clint Eastwood              | A dicsőség zászlaja                          | Flags of Our Fathers                              |                                               | [ 64 ] |
| 2006 (64. gála) | Clint Eastwood              | Levelek Ivo Dzsimáról                        | Letters from Iwo Jima                             |                                               | [ 64 ] |
| 2006 (64. gála) | Stephen Frears              | A királynő                                   | The Queen                                         |                                               | [ 64 ] |
| 2006 (64. gála) | Alejandro González Iñárritu | Bábel                                        | Babel                                             |                                               | [ 64 ] |
| 2007 (65. gála) |                             | Julian Schnabel                              | Szkafander és pillangó                            | The Diving Bell and the Butterfly             | [ 65 ] |
| 2007 (65. gála) | Tim Burton                  | Sweeney Todd, a Fleet Street démoni borbélya | Sweeney Todd: The Demon Barber of Fleet Street    |                                               | [ 65 ] |
| 2007 (65. gála) | Joel és Ethan Coen          | Nem vénnek való vidék                        | No Country for Old Men                            |                                               | [ 65 ] |
| 2007 (65. gála) | Ridley Scott                | Amerikai gengszter                           | American Gangster                                 |                                               | [ 65 ] |
| 2007 (65. gála) | Joe Wright                  | Vágy és vezeklés                             | Atonement                                         |                                               | [ 65 ] |
| 2008 (66. gála) |                             | Danny Boyle                                  | Gettómilliomos                                    | Slumdog Millionaire                           | [ 66 ] |
| 2008 (66. gála) | Stephen Daldry              | A felolvasó                                  | The Reader                                        |                                               | [ 66 ] |
| 2008 (66. gála) | David Fincher               | Benjamin Button különös élete                | The Curious Case of Benjamin Button               |                                               | [ 66 ] |
| 2008 (66. gála) | Ron Howard                  | Frost/Nixon                                  | Frost/Nixon                                       |                                               | [ 66 ] |
| 2008 (66. gála) | Sam Mendes                  | A szabadság útjai                            | Revolutionary Road                                |                                               | [ 66 ] |
| 2009 (67. gála) |                             | James Cameron                                | Avatar                                            | Avatar                                        | [ 67 ] |
| 2009 (67. gála) | Kathryn Bigelow             | A bombák földjén                             | The Hurt Locker                                   |                                               | [ 67 ] |
| 2009 (67. gála) | Clint Eastwood              | Invictus – A legyőzhetetlen                  | Invictus                                          |                                               | [ 67 ] |
| 2009 (67. gála) | Jason Reitman               | Egek ura                                     | Up in the Air                                     |                                               | [ 67 ] |
| 2009 (67. gála) | Quentin Tarantino           | Becstelen brigantyk                          | Inglourious Basterds                              |                                               | [ 67 ] |

### 2010-es évek
| Év              | Rendező                     | Rendező                                  | Magyar cím                                      | Eredeti cím        | Ref.   |
| --------------- | --------------------------- | ---------------------------------------- | ----------------------------------------------- | ------------------ | ------ |
| 2010 (68. gála) |                             | David Fincher                            | Social Network – A közösségi háló               | The Social Network | [ 68 ] |
| 2010 (68. gála) | Darren Aronofsky            | Fekete hattyú                            | Black Swan                                      |                    | [ 68 ] |
| 2010 (68. gála) | Tom Hooper                  | A király beszéde                         | The King's Speech                               |                    | [ 68 ] |
| 2010 (68. gála) | Christopher Nolan           | Eredet                                   | Inception                                       |                    | [ 68 ] |
| 2010 (68. gála) | David O. Russell            | A harcos                                 | The Fighter                                     |                    | [ 68 ] |
| 2011 (69. gála) |                             | Martin Scorsese                          | A leleményes Hugo                               | Hugo               | [ 69 ] |
| 2011 (69. gála) | Woody Allen                 | Éjfélkor Párizsban                       | Midnight in Paris                               |                    | [ 69 ] |
| 2011 (69. gála) | George Clooney              | A hatalom árnyékában                     | The Ides of March                               |                    | [ 69 ] |
| 2011 (69. gála) | Michel Hazanavicius         | The Artist – A némafilmes                | The Artist                                      |                    | [ 69 ] |
| 2011 (69. gála) | Alexander Payne             | Utódok                                   | The Descendants                                 |                    | [ 69 ] |
| 2012 (70. gála) |                             | Ben Affleck                              | Az Argo-akció                                   | Argo               | [ 70 ] |
| 2012 (70. gála) | Kathryn Bigelow             | Zero Dark Thirty – A Bin Láden hajsza    | Zero Dark Thirty                                |                    | [ 70 ] |
| 2012 (70. gála) | Ang Lee                     | Pi élete                                 | Life of Pi                                      |                    | [ 70 ] |
| 2012 (70. gála) | Steven Spielberg            | Lincoln                                  | Lincoln                                         |                    | [ 70 ] |
| 2012 (70. gála) | Quentin Tarantino           | Django elszabadul                        | Django Unchained                                |                    | [ 70 ] |
| 2013 (71. gála) |                             | Alfonso Cuarón                           | Gravitáció                                      | Gravity            | [ 71 ] |
| 2013 (71. gála) | Paul Greengrass             | Phillips kapitány                        | Captain Phillips                                |                    | [ 71 ] |
| 2013 (71. gála) | Steve McQueen               | 12 év rabszolgaság                       | 12 Years a Slave                                |                    | [ 71 ] |
| 2013 (71. gála) | Alexander Payne             | Nebraska                                 | Nebraska                                        |                    | [ 71 ] |
| 2013 (71. gála) | David O. Russell            | Amerikai botrány                         | American Hustle                                 |                    | [ 71 ] |
| 2014 (72. gála) |                             | Richard Linklater                        | Sráckor                                         | Boyhood            | [ 72 ] |
| 2014 (72. gála) | Wes Anderson                | A Grand Budapest Hotel                   | The Grand Budapest Hotel                        |                    | [ 72 ] |
| 2014 (72. gála) | Ava DuVernay                | Selma                                    | Selma                                           |                    | [ 72 ] |
| 2014 (72. gála) | David Fincher               | Holtodiglan                              | Gone Girl                                       |                    | [ 72 ] |
| 2014 (72. gála) | Alejandro González Iñárritu | Birdman avagy (A mellőzés meglepő ereje) | Birdman or (The Unexpected Virtue of Ignorance) |                    | [ 72 ] |
| 2015 (73. gála) |                             | Alejandro González Iñárritu              | A visszatérő                                    | The Revenant       | [ 73 ] |
| 2015 (73. gála) | Todd Haynes                 | Carol                                    | Carol                                           |                    | [ 73 ] |
| 2015 (73. gála) | Tom McCarthy                | Spotlight – Egy nyomozás részletei       | Spotlight                                       |                    | [ 73 ] |
| 2015 (73. gála) | George Miller               | Mad Max – A harag útja                   | Mad Max: Fury Road                              |                    | [ 73 ] |
| 2015 (73. gála) | Ridley Scott                | Mentőexpedíció                           | The Martian                                     |                    | [ 73 ] |
| 2016 (74. gála) |                             | Damien Chazelle                          | Kaliforniai álom                                | La La Land         | [ 74 ] |
| 2016 (74. gála) | Tom Ford                    | Éjszakai ragadozók                       | Nocturnal Animals                               |                    | [ 74 ] |
| 2016 (74. gála) | Mel Gibson                  | A fegyvertelen katona                    | Hacksaw Ridge                                   |                    | [ 74 ] |
| 2016 (74. gála) | Barry Jenkins               | Holdfény                                 | Moonlight                                       |                    | [ 74 ] |
| 2016 (74. gála) | Kenneth Lonergan            | A régi város                             | Manchester by the Sea                           |                    | [ 74 ] |
| 2017 (75. gála) |                             | Guillermo del Toro                       | A víz érintése                                  | The Shape of Water | [ 75 ] |
| 2017 (75. gála) | Martin McDonagh             | Három óriásplakát Ebbing határában       | Three Billboards Outside Ebbing, Missouri       |                    | [ 75 ] |
| 2017 (75. gála) | Christopher Nolan           | Dunkirk                                  | Dunkirk                                         |                    | [ 75 ] |
| 2017 (75. gála) | Ridley Scott                | A világ összes pénze                     | All the Money in the World                      |                    | [ 75 ] |
| 2017 (75. gála) | Steven Spielberg            | A Pentagon titkai                        | The Post                                        |                    | [ 75 ] |
| 2018 (76. gála) |                             | Alfonso Cuarón                           | Roma                                            | Roma               | [ 76 ] |
| 2018 (76. gála) | Bradley Cooper              | Csillag születik                         | A Star Is Born                                  |                    | [ 76 ] |
| 2018 (76. gála) | Peter Farrelly              | Zöld könyv – Útmutató az élethez         | Green Book                                      |                    | [ 76 ] |
| 2018 (76. gála) | Spike Lee                   | Csuklyások – BlacKkKlansman              | BlacKkKlansman                                  |                    | [ 76 ] |
| 2018 (76. gála) | Adam McKay                  | Alelnök                                  | Vice                                            |                    | [ 76 ] |
| 2019 (77. gála) |                             | Sam Mendes                               | 1917                                            | 1917               | [ 77 ] |
| 2019 (77. gála) | Todd Phillips               | Joker                                    | Joker                                           |                    | [ 77 ] |
| 2019 (77. gála) | Pong Dzsunho                | Élősködők                                | Parasite                                        |                    | [ 77 ] |
| 2019 (77. gála) | Martin Scorsese             | Az ír                                    | The Irishman                                    |                    | [ 77 ] |
| 2019 (77. gála) | Quentin Tarantino           | Volt egyszer egy Hollywood               | Once Upon a Time in Hollywood                   |                    | [ 77 ] |

### 2020-as évek
| Év              | Rendező                         | Rendező                      | Magyar cím                        | Eredeti cím          | Ref.   |
| --------------- | ------------------------------- | ---------------------------- | --------------------------------- | -------------------- | ------ |
| 2020 (78. gála) |                                 | Chloé Zhao                   | A nomádok földje                  | Nomadland            | [ 78 ] |
| 2020 (78. gála) | Emerald Fennell                 | Ígéretes fiatal nő           | Promising Young Woman             |                      | [ 78 ] |
| 2020 (78. gála) | David Fincher                   | Mank                         | Mank                              |                      | [ 78 ] |
| 2020 (78. gála) | Regina King                     | Egy éj Miamiban…             | One Night in Miami…               |                      | [ 78 ] |
| 2020 (78. gála) | Aaron Sorkin                    | A chicagói 7-ek tárgyalása   | The Trial of the Chicago 7        |                      | [ 78 ] |
| 2021 (79. gála) |                                 | Jane Campion                 | A kutya karmai közt               | The Power of the Dog | [ 79 ] |
| 2021 (79. gála) | Kenneth Branagh                 | Belfast                      | Belfast                           |                      | [ 79 ] |
| 2021 (79. gála) | Maggie Gyllenhaal               | Az elveszett lány            | The Lost Daughter                 |                      | [ 79 ] |
| 2021 (79. gála) | Steven Spielberg                | West Side Story              | West Side Story                   |                      | [ 79 ] |
| 2021 (79. gála) | Denis Villeneuve                | Dűne                         | Dune                              |                      | [ 79 ] |
| 2022 (80. gála) |                                 | Steven Spielberg             | A Fabelman család                 | The Fabelmans        | [ 80 ] |
| 2022 (80. gála) | James Cameron                   | Avatar: A víz útja           | Avatar: The Way of Water          |                      | [ 80 ] |
| 2022 (80. gála) | Daniel Kwan és Daniel Scheinert | Minden, mindenhol, mindenkor | Everything Everywhere All at Once |                      | [ 80 ] |
| 2022 (80. gála) | Baz Luhrmann                    | Elvis                        | Elvis                             |                      | [ 80 ] |
| 2022 (80. gála) | Martin McDonagh                 | A sziget szellemei           | The Banshees of Inisherin         |                      | [ 80 ] |
| 2023 (81. gála) |                                 | Christopher Nolan            | Oppenheimer                       | Oppenheimer          | [ 81 ] |
| 2023 (81. gála) | Bradley Cooper                  | Maestro                      | Maestro                           |                      | [ 81 ] |
| 2023 (81. gála) | Greta Gerwig                    | Barbie                       | Barbie                            |                      | [ 81 ] |
| 2023 (81. gála) | Jórgosz Lánthimosz              | Szegény párák                | Poor Things                       |                      | [ 81 ] |
| 2023 (81. gála) | Martin Scorsese                 | Megfojtott virágok           | Killers of the Flower Moon        |                      | [ 81 ] |
| 2023 (81. gála) | Celine Song                     | Előző életek                 | Past Lives                        |                      | [ 81 ] |
| 2024 (82. gála) |                                 | Brady Corbet                 | A brutalista                      | The Brutalist        |        |
| 2024 (82. gála) | Jacques Audiard                 | Emilia Pérez                 | Emilia Pérez                      |                      |        |
| 2024 (82. gála) | Sean Baker                      | Anora                        | Anora                             |                      |        |
| 2024 (82. gála) | Edward Berger                   | Konklávé                     | Conclave                          |                      |        |
| 2024 (82. gála) | Coralie Fargeat                 | A szer                       | The Substance                     |                      |        |
| 2024 (82. gála) | Payal Kapadia                   | Minden, ami fénynek tűnik    | All We Imagine as Light           |                      |        |